# Икарус (фабрика)
Икарус — прва српска индустрија аероплана, аутомобила и стројева Ковачевић и другови, била је фабрика авиона у Новом Саду, која је касније пресељена у Земун. После пресељења ваздухопловног програма у фабрику СОКО у Мостару, Икарус се преоријентисао на цивилни програм производње, сада производи аутобусе и зове се Икарбус.

## Историјат
Икарус је почео из једног малог и презадуженог предузећа са нескромним именом Индустрија мотора Протић и другови, у Шумадијској улици бр.12 у Новом Саду, које се због лошег руковођења у јесен 1923. године нашло у стечају. У то време пензионисани војни пилот хидроавиона, капетан корвете Димитрије Коњовић, схватио је да ваздухопловна индустрија представља будућност. Коњовић је успео да приволи, да му се придружи инжењер Јосип Микл, који је још пре Првог светског рата отпочео да конструише хидроплане за аустријску хидроавијацију, а после рата запослио се у Ваздухопловном арсеналу у Петроварадину.
Конститутивна седница Командантног друштва одржана је 13. октобра 1923. године, и створено је предузеће под називом Икарус — прва српска индустрија аероплана, аутомобила и стројева Ковачевић и другови. Исте године 20. новембра 1923. године извршена је регистрација код надлежног суда.
Следећи организациони корак је био стварање акционарског друштва (а.д.) то се десило 28. јула 1924. године на Скупштини акционара Икаруса а.д, два дана касније 30. јула 1924. године Министарство трговине и индустрије издаје решење да одобрава оснивање Икаруса а.д.. Окружни суд у Новом Саду 8. септембра 1924. године уписује у судски регистар друштвених фирми Икарус. Овај статус фирма има све до национализације 1946. године.
Седиште друштва је било у Новом Саду што је имало следеће погодности: у Новом Саду је била лоцирана Команда војног ваздухопловства (ВВ), значи купац за кога треба да се производи, у Петроварадину је био лоциран арсенал ваздухопловних средстава и радионице за оправку ваздухоплова, у Новом Саду је постојао аеродром, а налази се на обали Дунава тако да је било идеално место за полетање авиона и хидроавиона, развијено занатство и индустрија као предуслов за кооперацију и обиље квалификоване радне снаге, добре комуникације са осталим центрима како у земљи тако и према иностранству (железничка пруга Београд—Будимпешта—Беч, пут Е75 итд.).
У току 1928. године завршена је нова фабрика авиона у Земуну и исте године је у њој почела производња војних авиона сходно уговору који је Икарус потписао са Министарством војним 24. марта 1927. године. Све до 2. новембра 1932. године погон у Новом Саду је производио хидроавионе, а погон у Земуну борбене авионе. Након тога производња у Новом Саду се гаси и комплетна производња и управа фабрике се пресељава у Земун а преостале некретнине у Новом Саду су продате.

## Значајни датуми из историје Икаруса од 1923. до 1945. године[4]
- 13. октобра 1923. године је почела израда школског авиона „Мали Бранденбург“.[7][8]
- 15. новембра 1923. године Икарус је званично почео са радом, датум када су власници регистровали предузеће. Овај датум се обележава као дан оснивања фирме.
- 18. децембра 1923. године Икарус а.д. је уписан у трговачки регистар за друштвене фирме.
- 3. марта 1924. године завршен је први школски авион типа „Мали Бранденбург“.
- 28. марта 1924. године Првој ваздухопловној команди предат први авион на употребу.[9]
- 28. јула 1924. године одржана је конститутивна седница Скупштине акционара Икаруса а.д.
- 30. јула 1924. године решењем Министарства трговине и индустрије одобрено је оснивање Икаруса а.д.
- 8. септембра 1924. године Икарус а.д. је уписан у трговачки регистар за друштвене фирме Окружног суда у Новом Саду.
- 1927. године Команда ваздухопловства је одлучила да Икарус почне производњу ратних авиона и подигнута је фабрика за израду ових авиона у Земуну.
- 20. јуна 1927. године Икарус и Министарство војске и морнарице закључују уговор о подизању Фабрике аеропланских мотора у Раковици.
- 1928. године основано је спортско друштво Икарус које је прво у земљи почело градњу једрилица.
- 1. децембра 1932. године предузеће је из Новог Сада потпуно пресељено у Земун.
- Априла 1935. године завршен је први модел ратног авиона домаће конструкције - ловац једносед ИК-1, кога су пројектовали инжењери Љубомир Илић и Коста Сивчев.
- Јануара 1936. године потписан је уговор са Командом ваздухопловства за израду енглеских ловаца „Хокер фјури“, металне конструкције.
- У пролеће 1938. године склопљен је уговор са Командом ваздухопловства о испоруци двомоторних бомбардера „Бленим“ рађених по енглеској лиценци.
- 1938. године подигнута је управна зграда Икаруса у Земуну.
- 17. априла 1941. године немачке окупационе власти су извршиле заплену предузећа.
- 17. и 25. 04.1944 године фабрика је прилично разрушена савезничким бомбардовањем.

## Почетак производње
У свом раду „Мемоар о организацији ваздухопловства и Краљевству Срба, Хрвата и Словенаца“ генерал пилот Милан Узелац је поред свега осталог, истакао значај развоја домаће ваздухопловне индустрије. Не само искуство Србије него и осталих земаља учесница у Првом светском рату говоре у прилог ове тврдње. Стога је 1923. Министарство војске и морнарице расписало конкурс за избор домаћих предузећа, којима би се уз одговарајућу техничку, материјалну и организациону помоћ државе поверила израда авиона. На расписаном конкурсу се пријавило неочекивано велики број државних и приватних предузећа. У оштрој конкуренцији уговор су добиле две мале приватне фирме: Икарус из Новог Сада и Рогожарски из Београда. Почетак рада Икаруса је био више него скроман - са два службеника, једним пословођом, 6 радника и 4 шегрта, а од опреме предузеће је имало 2 глодалице, 4 струга, парни чекић, неколико бушилица и прилично ручног алата. Уз само начелну сагласност Одељења за ваздухопловство да се може приступити изради четири школска авиона ШБ-1 Мали Бранденбург (и уступљену техничку документацију авиона), које ће држава откупити ако буду одговарали потреби и стандардима за ваздухопловни материјал, руководство Икаруса се упустило у авантуру која се звала „производња авиона“. Закупљена је суседна фабрика намештаја која је послужила за производњу дрвених делова авиона а остали делови од метала и мотори су набављени у војном арсеналу у Бечу. Посао је брзо напредовао а постепено је повећаван број радника тако да је први авион био завршен 3. марта 1924. године. Фабрички пробни летови које је обавио један од сувласника Икаруса капетан корвете пилот Димитрије Коњовић трајали су до 17. марта 1924. године када је авион предат војсци на тестирање. Војна комисија је 28. марта 1924. године утврдила да је ШБ-1 по квалитету и способностима у лету бољи од заплењених аустроугарских авиона истог типа. Овај успех је омогућио да војно ваздухопловство наручи нову серију од 10 примерака авиона ШБ-1 Мали Бранденбург. Ово је био први индустријски произведени авион на територији Југославије, па се не без разлога ово сматра за почетком оснивања ваздухопловне индустрије Југославије и Србије. Некако у исто време са Командом морнарице је склопљен уговор за испоруку шест школских хидроавиона Миклове (инжењер Јосип Микл) конструкције назван ШМ, ово је био први авион домаће конструкције.

## Серијска производња авиона
До краја 1924. године у Икарусу је произведено 4 авиона и 6 хидроавиона, дограђен је конструкциони биро, број радника се попео на 66 а службеника на 10, и добијен је први кредит за проширење фабрике. У току 1925. године произведено је 32 авиона, број радника се попео на 98, док је службеника било 19, фабрика је једном речју „расла ко квасац“. Највећи проблем у то време је било обезбеђење довољно капитала па је фирма 1. марта 1925. године повећала акцијски капитал са 2 на 5 милиона динара. Сви авиони које је у то време Икарус производио било за Војно ваздухопловство (ВВ) или Поморско ваздухопловство (ПВ) су били авиони намењени за обуку и тренажу пилота. Захваљујући квалитету тих авиона Команда ВВ је стекла поверење у Икарус који је стасао у поузданог произвођача авиона. Команда је стога одлучила да Икарусу повери и производњу ратних авиона. Придржавајући се смерница из Мемоара. генерала М. Узелца, Команда ВВ је купила лиценцу за производњу 200 авиона Потез 25, и то уступила Икарусу уз услов да Икарус из стратешких разлога пресели фабрику у дубину државне територије. Икарус је то прихватио и следећа изабрана локација је био Земун који је са условима био најприближнији Новом Саду (алтернатива Краљево)

## Пресељење Икаруса из Новог Сада у Земун
Земун као локација пружио је следеће погодности: у близини је главног града, непосредно поред фабрике се налазила железничка пруга, Београд-Загреб-Љубљана, у току је била изградња земунског аеродрома (градња почела 1923. а отворен 25. марта 1927), Дунав протиче на 200 метара од фабрике а пристаниште је било удаљено 800 метара, Фабрика за производњу авиомотора је планирана у Раковици крај Београда, у Земуну је постојала комплетна инфраструктура за подизање фабрике авиона (струја, вода, канализација, телефонија приступни пут и индустријски колосек), развијена индустрија и занатство (предуслови за кооперацију), у непосредној близини су се налазиле и остале фабрике авио-индустрије (Змај, Телеоптик, Микрон, Утва), пронађен је и адекватан плац од 15 јутара земље на коме је саграђена фабрика са властитим аеродромом.
Маја месеца 1927. године почела је изградња фабрике авиона Икарус. Значајно је да је фабрика наменски пројектована за производњу ваздухоплова. На изради пројекта били су ангажовани како домаћи стручњаци тако и француски инжењери из фирме Потез која је уједно била и продавац лиценце. Синхронизовано се при изградњи фабрике радило на неколико нивоа: пројектовање и изградња хала, хангара, радионица и помоћних објеката, набавка и инсталирање фабричких постројења и машина, разрада пројектно технолошке документације авиона који треба да се производе, обука техничког особља (инжењера, техничара, руководилаца производње, пословођа, радника и оператера у непосредној производњи), прибављање свих осталих ресурса за отпочињање овакве производње (обезбеђење финансија, сировина, полуфабриката, алата, потребних дозвола и сертификата итд)
Грађевински радови су завршени 1. јануара 1928. године, под грађевинама је било укупно 7.000 m², док је укупна запремина грађевинских објеката била 61.660 m³. Монтажа опреме и машина је завршена до марта месеца исте године када почиње и пробна производња. Прва серија авиона Потез 25 испоручена је ВВ у октобру 1928. године а последњи авион овог типа испоручен је 1932. Организовање производње авиона у Икарусу послужили је Команди ВВ да и осталим произвођачима наметне овај модел а он се састојао у следећим сегментима: пројектовање за производњу, припрема производње, производња, техничка контрола квалитета, тестирање готовог производа, праћење и побољшање производа у току експлоатације. На овај начин ваздухопловна индустрија Југославије у великој мери смањила „технолошки јаз“ у односу на развијене земље. У овом периоду је поред редовне производње, извршена модификација 37 ловачких авиона Девоатин D.1 француске производње према нацртима инж. Душана Станкова..

## Криза и опоравак
Као и сва остала предузећа и Икарус је тешко погодила економска криза која се на нашим просторима највише осетила у периоду 1932—1935. године. Изостале су нове поруџбине као и плаћања државе за већ испоручене авионе. У току кризе Икарус је животарио од производње елиса, носача за бомбе, алуминијумских резервоара, које је радио за Краљевачку фабрику авиона и од поправки и ревизија авиона и мотора. Трошкови су знатно редуковани смањен је број запослених и преживело се. Од 1935. до 1941. године су године развоја, број запослених је у просеку био око 2.000, максималан број радника је износио 3.140, а радило се у две па чак и три смене. Годишња вредност испоручених производа је износила близу 100 милиона динара. Од оснивања фабрике авиона Икарус 1923. године па до почетка Другог светског рата 1941. године у овој фабрици је произведено укупно 477 авиона. Развијено је и израђено 9 прототипова авиона домаће конструкције а 8 типова авиона је произведено на основу купљених лиценци.

## Други светски рат
Након капитулације Краљевине Југославије, Немци су 17. априла 1941. године, прогласили предузеће Икарус ратним пленом, запленили фабричке зграде, опрему и постројења, алат и производни прибор, сав материјал, делове и започете као и затечене авионе на оправци или ревизији у фабрици авиона Икарус у Земуну, реквирирали фабрику која је наставила да ради за потребе немачких окупационих власти као филијала Wiener Neustadter Flugzeugwerke (WNF). У току окупације у Икарусу су рађени стабилизатори и делови структуре Месершмита Ме-109, и ревизије и поправке разних авиона које су Немци заробили у току рата. Према непоузданим подацима извршена је поправка преко 20 типова авиона у количинама од више стотина комада. Уочи ослобођења Београда и Земуна фирма WNF је највреднију опрему, алат и материјал из Икаруса однела са собом у Немачку и Аустрију.

## Савезничко бомбардовање
Током рата од 17. и 25. априла 1944. године фабрика Икарус је у више наврата оштећена у току савезничког бомбардовања Београда. Разрушени су хангари и ручне радионице, до темеља су порушене најмодернији погон подигнут 1939. године као и погон фарбаре и лакирнице. После бомбардовања Икаруса фирма WNF је неоштећену опрему дислоцирала по разним радионицама у Земуну и околини и настављала производњу авиоделова и у таквим условима.

## Обнова Фабрике
Обнови фабрике Икарус се приступило одмах након ослобођења Земуна тј. почетком новембра месеца 1944. за месец дана фабрика је почела са радом. Прво су обновљени мање оштећени објекти, прикупљени су машине, алат, прибор и уређаји који су дислоцирани у току рата по земунским радионицама, и враћени у фабрику, поправљене оштећене машине и прикупљени расположиви радници, поправљене нужне инсталације па је у јануару 1945. године почела производња за потребе војске. У први мах су се производиле: кашике, ашови, запрежна кола, протезе за рањенике и слично. За совјетско и југословенско ратно ваздухопловство вршена је поправка и ревизија ловаца ЈАК и јуришника Ил-2.

## Производња авиона и једрилица домаће конструкције (1923—1941)
- Икарус ШМ - (школски морнарички двосед 42 примерака 1924—1929. год)
- Икарус ИО - (обалски извиђач тросед 37 примерака 1925—1926. год)
- Икарус ИМ-1 - (извиђач двосед 2 примерака (прототип) 1928. год)
- Икарус Сиви соко - (туристички двосед 1 примерак (прототип) 1929. год)
- СИМ VIII - (туристички двосед 2 примерка (прототип) 1933. год)
- Икарус ИК-1 - (ловачки 1 примерак (прототип) 1935. год)
- Икарус ИК-2 - (ловачки 1 + 12 примерака 1936—1938. год)
- Икарус ММ-2 - (школски двосед 1 примерак (прототип) 1939. год)
- Аеро-2 - (школски двосед 1 примерак (прототип) 1940. год)
- Б-5 - (експериментални двомоторни једносед 1 примерак (прототип) 1939—1940. год)
- Икарус оркан - (двомоторни разарач 1 примерак (прототип) 1939—1940. год)

## Производња авиона и једрилица по лиценцама (1923—1941)
- Бранденбург „мали“ - (школски двосед 24 примерака 1924. год)
- Бранденбург „средњи“ - (школски двосед прелазни 20 примерака 1925. год)
- Потез 25 - (двосед за извиђање и бомбардовање 220 примерака 1927—1932. год)
- Цеглинг - - (једрилица 4 примерка 1928. год)
- Попенхаузен - - (једрилица 2 примерка 1928. год)
- Авиа BH-33 - (ловачки 40 примерака 1934—1936. год)
- Хокер фјури - (енгл. Hawker Fury) - (ловачки 24 примерака 1937—1938. год)
- Бристол Бленим - (енгл. Bristol Blenheim) - (бомбардер 41 примерак 1939—1940. год)[12]

## Власничка трансформација Икаруса после рата
Одлуком Средског суда у Земуну 26. марта 1946. године Икарус је стављен под секвестар (привремену принудну управу) на основу Закона о конфискацији. Против директора Коњовића, комерцијалног директора Лукача и председника Управног одбора Ћуричина вођен је судски процес у коме су осуђени за привредну сарадњу са непријатељем и проглашени криви па су им због тога конфисковане акције предузећа. Средски суд у Земуну је донео 23. новембра 1946. године одлуку о конфискацији целокупне имовине предузећа Икарус па је тиме ово предузеће постало државна својина. Господин Д. Коњовић је и даље долазио у Икарус и у њему радио као да је то била и даље његова фирма.
У састав Икаруса је током августа месеца 1946. године укључено радништво и део опреме фабрика авиона Рогожарски и Змај, које су такође конфисковане, чиме је обезбеђена концентрација капацитета у области ваздухопловне индустрије. Овако потпуно национализована индустрија (Државна фабрика авиона) је дошла у надлежност Управе војне индустрије Министарства народне одбране.

## Обнављање производње авиона у Икарусу после рата
Обједињавањем производних капацитета и ентузијазмом и еланом запослених, знатно су повећане производне могућности Икаруса. Активности у Икарусу у то време су се одвијале у два смера једно је било текућа и серијска производња авиона а друга је била развојног карактера тј. пројектовање авиона и израда прототипова. У дотадашњем раду развојна функција је била у функцији развоја фирме, сада је то било друкчије, развој је пројектовао авионе на основу којих су израђивани прототипови који су после фабричких тестира предавани државним институцијама на даљи поступак и одлучивање. Држава је одређивала све ко ће, кад и по коју цену производити и коме продавати тј. предавати. Сем конкуренције између пројектантских тимова која се заснивала на стручној основи сви остали видови конкуренције су полако замрли. Развојем за друге фирме Икарус је радио у корист своје штете и угрожавао свој властити просперитет што кроз губитак властитог стручног кадра тако и због користи од развоја којим се неко други окористио. Можда је то било корисно за тадашњу државу али за Икарус сигурно није.

### Редовна и серијска производња у Икарусу
Део производних капацитета Икаруса био је ангажован на пословима капиталних ремонта летелица које је користило ЈРВ, ревизије авиона и мотора и већих поправки летелица које се нису могле обавити у пуковским радионицама. Највећи посао у овој области је био израда металних трупова за 250 авиона Ил-2. Њихови дрвени трупови су били дотрајали, тако да је замена извршена сукцесивно у фабрици Икарус а да се при томе битније не наруши борбена готовост ЈРВ. Ова замена је обављена у току 1948. и 1949. године и тиме век ових авиона продужен за неколико година.
Први серијски авион који се производио у Икарусу већ у току 1946. и 1947. године био је Аеро-2Б, који је поред свих тешкоћа, произведен у 260 примерака (до 1950. године произведено је 279 авиона овог типа). Следећи авион који се производио у серији је био Икарус С-49А ловачки авион једносед дрвене конструкције са мотором снаге 588 kW. Овај авион је урађен у 45 примерака у периоду од 1947. до 1949. године. Авион Икарус 214 је урађен у 22 примерка од 1949. до 1959. године а ловац Икарус С-49Ц једносед потпуно металне конструкције направљен у 112 примерака у периоду од 1949. до 1955. Авион Икарус Курир је произведен у 167 примерака у периоду од 1955. до 1962. године и то је био последњи авион произведен у Икарусу.

### Пројектовање авиона и израда прототипова
Паралелно са производњом авиона Аеро-2Б, 1946. године расписан је јавни конкурс за израду идејних пројеката спортско-туристичког авиона, школског двоседа за почетну обуку пилота, једномоторног тренажног двоседа и двомоторног тренажног вишеседа са варијантом за лаки транспорт. Конкурс је задовољио очекивања јер је неколико конструкторских група, базирајући се на својим предратним конструкцијама које су прошле испитивања у аеродинамичким тунелима, понудиле идејне пројекте авиона савремене концепције. На основу идејних пројеката у Икарусу и Утви које су тада биле једине фабрике ваздухопловне индустрије, формирано је седам конструкторских група које су са пуно елана у веома кратком року направиле главне пројекте авиона „Тројка“, 211, 212, 213, 214, 215 и "1. мај“. Конкурс је у име Команде РВ водио Ваздухопловнотехнички институт, све прототипове је направио Икарус а испитивање прототипова у лету је обавио Ваздухопловни опитни центар. Након завршених тестирања авиона доношена је одлука о серијској производњи појединих типова као и о томе ко ће производити који авион и у којој количини (планска привреда). Највећи број авиона по овом конкурсу (лаки школски авиони: "Тројка“, 212 и 213) производила је Утва док је серијску производњу авиона Икарус 214 добио Икарус. Авион Икарус 215 је остао само на прототипу. Систем конкурса при пројектовању авиона који је наслеђен из предратне Југославије, после рата се примењивао код нас све до 1956. (1958) године када је за пројектовање авиона био задужен Ваздухопловнотехнички институт. У периоду од 1946. године па до 1958. године у Икарусу је пројектовано и направљено 33 прототипова летелица од којих се серијски производило 9 авиона, 6 у Икарусу, 3 у Утви из Панчева и 1 у фабрици Соко из Мостара. Ове бројке показују колико је била плодна пројектантско прототипска активност Икаруса и колико је значајан допринос ове фабрике развоју југословенског ваздухопловства.

## Производња авиона и једрилица домаће конструкције (1946—1961)
- Икарус АЕРО-2Б - (основни школски двосед 1 примерак (прототип) 1946. год)
- Икарус 232 „пионир“ - (експериментални двомоторни једносед 1 примерак (прототип) 1947. год)
- Икарус С-49А - (Ловац 45 примерака 1947 -1950. године, серијска производња у Икарус-у)
- Икарус АЕРО-2 модел. Б, Ц и Д - (основни школски двосед 275 примерака 1947—1950. године, серијска производња у Икарус-у)
- Икарус Први Мај - (туристички двосед 1 примерак (прототип) 1948. год)
- Икарус Тројка - (туристички двосед 1 примерак (прототип) 1948. год, серијска производња Утва 80 примерака до 1955. год)
- Икарус 231 - (основни школски двосед 1 примерак (прототип) 1948. год)
- Икарус 211 - (основни школски двосед 2 примерака (прототип) 1948. год)
- Икарус 212 - (прелазни школски двосед 2 примерака (прототип) 1948. године, серијска производња Утва 60 примерака до 1955. год)
- Икарус 213 - (прелазни школски двосед 2 примерака (прототип) 1948. године, серијска производња Утва 195 примерака до 1955. год)
- Икарус 214 - (вишенаменски авион 22 примерака 1949—1959. године, серијска производња у Икарус-у)
- Икарус 215 - (вишенаменски авион 1 примерак (прототип) 1949. год)
- Икарус С-49Ц - (Ловац 112 примерака 1949 -1955. године, серијска производња у Икарус-у)
- Икарус АЕРО-2Х - (Хидроавион за школску обуку 4 примерака 1950. године, серијска производња у Икарус-у)
- Икарус 451 - (лаки јуришни експериментални 1 примерак (прототип) 1950-1952. год)
- Икарус 451М- (први домаћи млазни авион 1 примерак (прототип) 1950-1952. год)
- Икарус 453MW - (експериментална једрилица 1 примерак (прототип) 1950-1952. год)
- Икарус Орао I - (једрилица 1 примерак (прототип) 1950. год)
- Икарус Орао IIЦ - (једрилица 1 примерак (прототип) 1951. год)
- Икарус 920 - (транспортна једрилица 1 примерак (прототип) 1951. год)
- Икарус 452 - (лаки пресретач 1 примерак (прототип) 1952—1953. год)
- Икарус Студент - (туристички 1 примерак (прототип) 1952. год)
- Икарус Ш-451 М"зоља“ - (лаки тренажни авион 1 примерак (прототип) 1952—1954. год)
- Икарус 522 - (прелазни школски 2 примерка (прототип) 1952. године, серијска производња Соко Мостар 112 примерака до 1962. год.)
- Кобац - (једрилица двосед дрвена конструкција 1 примерак (прототип) 1953. год)
- Икарус Кошава - (једрилица двосед дрвена конструкција 2 примерка (прототип) 1953. год)
- Икарус Ј-451 ММ"стршљен“ - (лаки јуришни авион 1 примерак (прототип) 1954—1956. год)
- Икарус Ш-451 М"матица“ - (школски двосед авион 1 примерак (прототип) 1954—1957. год)
- Икарус Б-12 В - (лаки пресретач са стреластим крилима 1 примерак (прототип недовршен) 1954—1958. год)
- Икарус Курир - (авион за везу тросед висококрилац 166 примерака 1955—1962. године, серијска производња у Икарус-у)
- Икарус Хидрокурир - (хидроавион за везу тросед висококрилац 1 примерак 1955. год)
- Икарус Метеор - (једрилица једносед метална конструкција 2 примерка (прототип) 1958. год)
- Икарус Муња - (једрилица двосед дрвена конструкција 1 примерак (прототип) 1958. год)

- Школски авион Аеро 2Д
- Ловац С-49Ц
- Школски спортско туристички авион двосед
- Школски авион Икарус 213
- Лаки јуришни експериментални авион 451
- Авиони Стршљен, Матица и Зоља на стајанци
- Школски авион 522
- Први југословенски авион на млазни погон Икарус 451М

## Прелазак на цивилну производњу
Педесетих година прошлог века дошло је до велике реорганизације војно индустријског комплекса у Југославији. План је био да се фабрике за производњу наоружања дислоцирају у унутрашњост земље углавном у Босну и Херцеговину. У склопу тог плана изграђена је нова фабрика авиона СОКО у Мостару а старе фабрике авиона међу којима је био и Икарус, а које су достигле завидан технолошки ниво морале су да угасе тај вид производње. Са овом трансформацијом Икарус је изгубио добар део најстручнијег кадра. Део кадра, углавном пројектантски је пребачен у ВТИ у Жарково а други део, углавном производних стручњака је пребачен у Мостар.
Нови производни програм који је био додељен Икарусу је био производња хладњака за моторна возила и производња каросерија за аутобусе, доставна возила и тролејбусе. У периоду од 1951. до 1962. године војни програм фабрике Икарус је потпуно замењен цивилним програмом. Поступност преоријентације производње у Икарусу је приказана на на дијаграму Трансформација производње Икаруса од 1951. до 1962. године. У том периоду од авиона Икарус је производио углавном прототипове авиона: Студент 1952; Ш-451М „Зоља" 1952-1954; 522 1952; Ј-451 ММ „Стршљен" 1954-1956; Ш-451 М „Матица" 1954—1957; Б-12В 1954—1958; Хидрокурир 1955; Т-451 ММ и „Стршљен II" 1958. године. Серијски се само производио авион Курир 1955—1962. то је уједно била и последња летелица коју је произвео Икарус из Земуна.
Поред авиона из војног програма у том периоду је Икарус пројектовао и произвео неколико једрилица за потребе Ваздухопловног савеза Југославије али то већ припада цивилном програму производње. Од једрилица Икарус је пројектовао и направио следеће једрилице: Кобац 1953; Кошава 1953; Метеор 1958. и Муња 1958. године.
Паралелно са војном производњом у Икарусу је развијан цивилни програм производње. Један део те производње, производња хладњака за моторна возила, се развијао на технологији производње хладњака ја авионе у чему је Икарус имао дугогодишње искуство. Добро опремљена алатница је почела да производи алате за спољне наручиоце а у погонима лимарије и конструкције авиона су се почеле производити каросерије за аутобусе и доставна возила. Када се уходала производња аутобуса Икарус је променио и име и данас послује под називом Икарбус.